# Jarendertigwoning

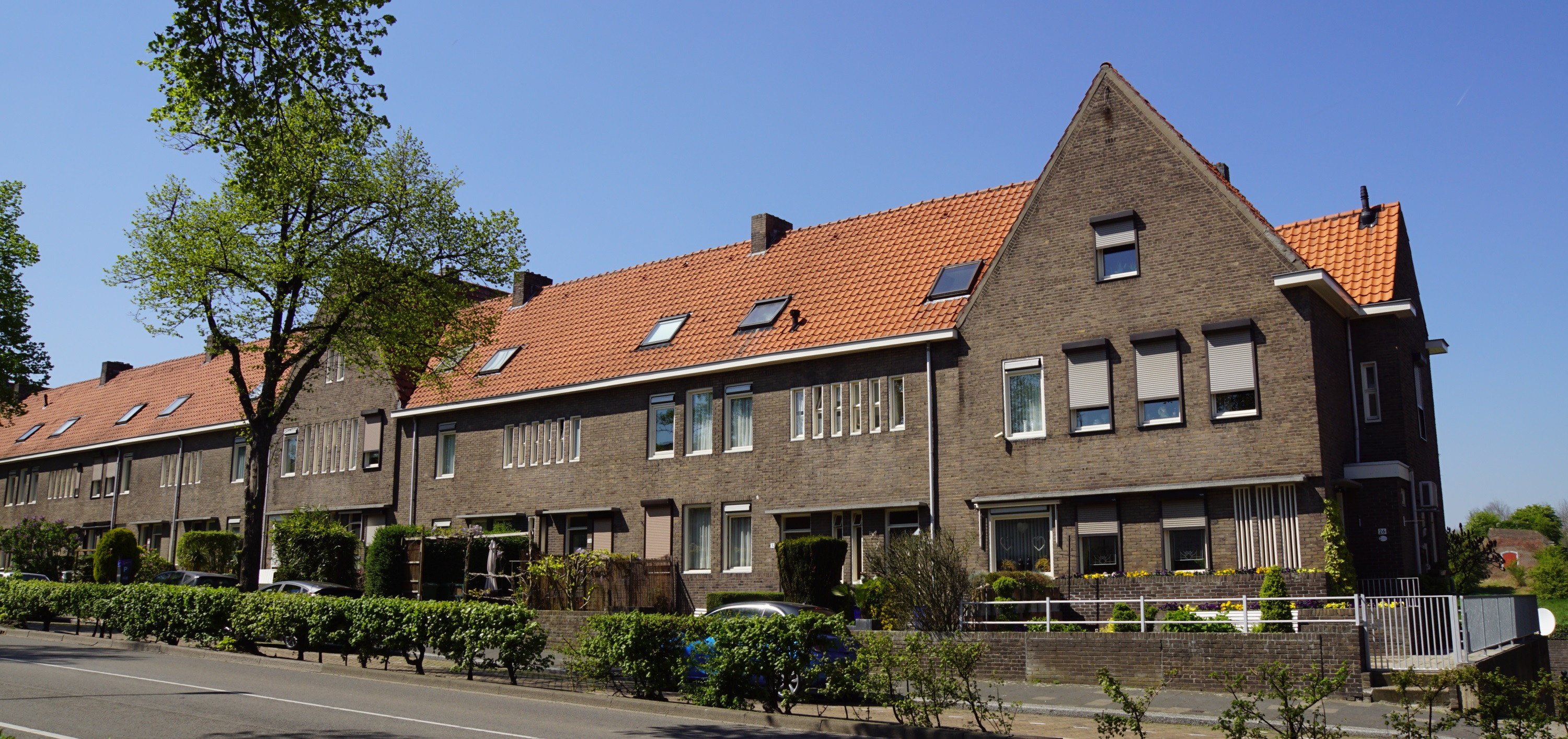
Geschakelde jarendertigwoningen te Maastricht.

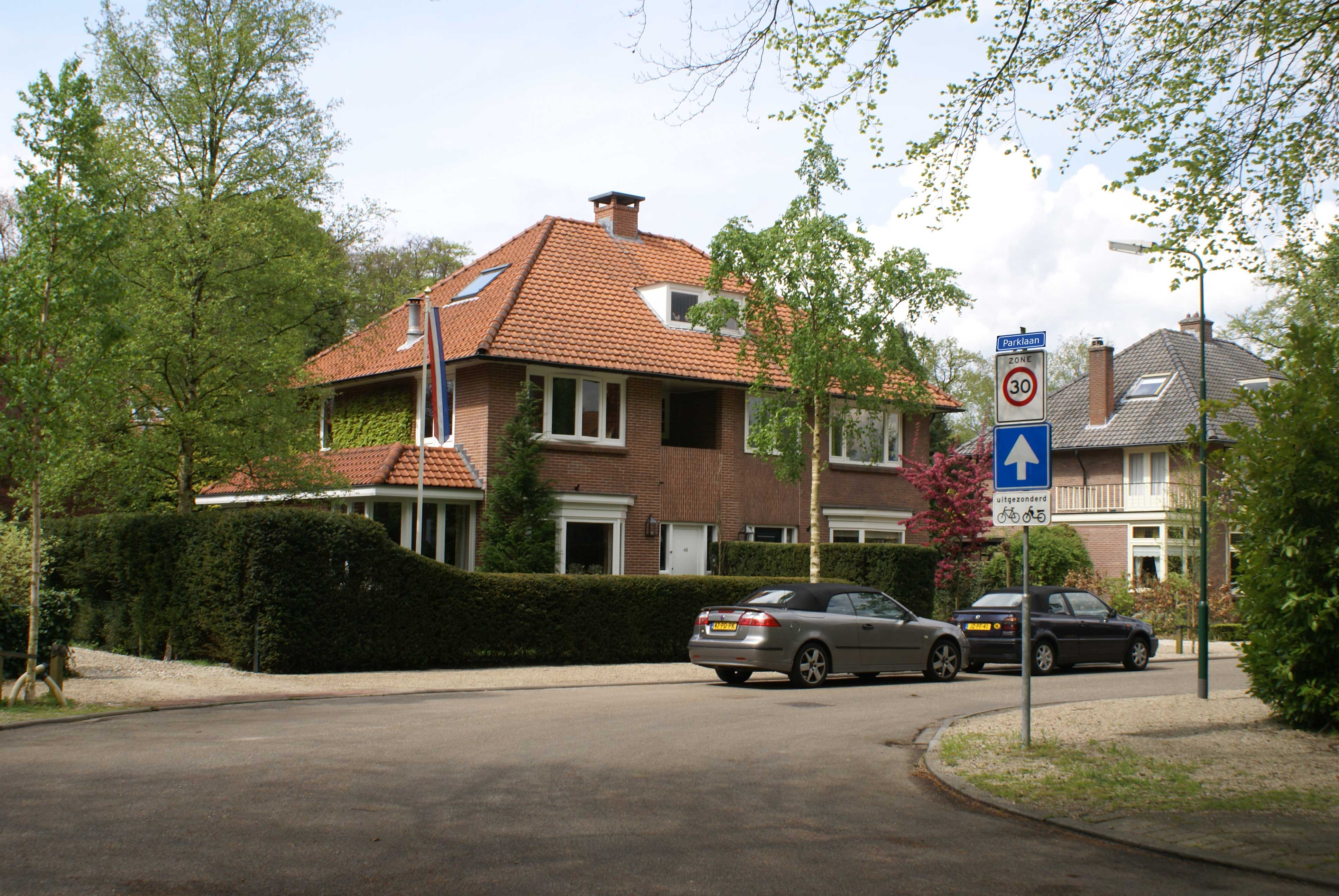
Twee-onder-een-kap Jarendertigwoning te Driebergen-Rijsenburg.

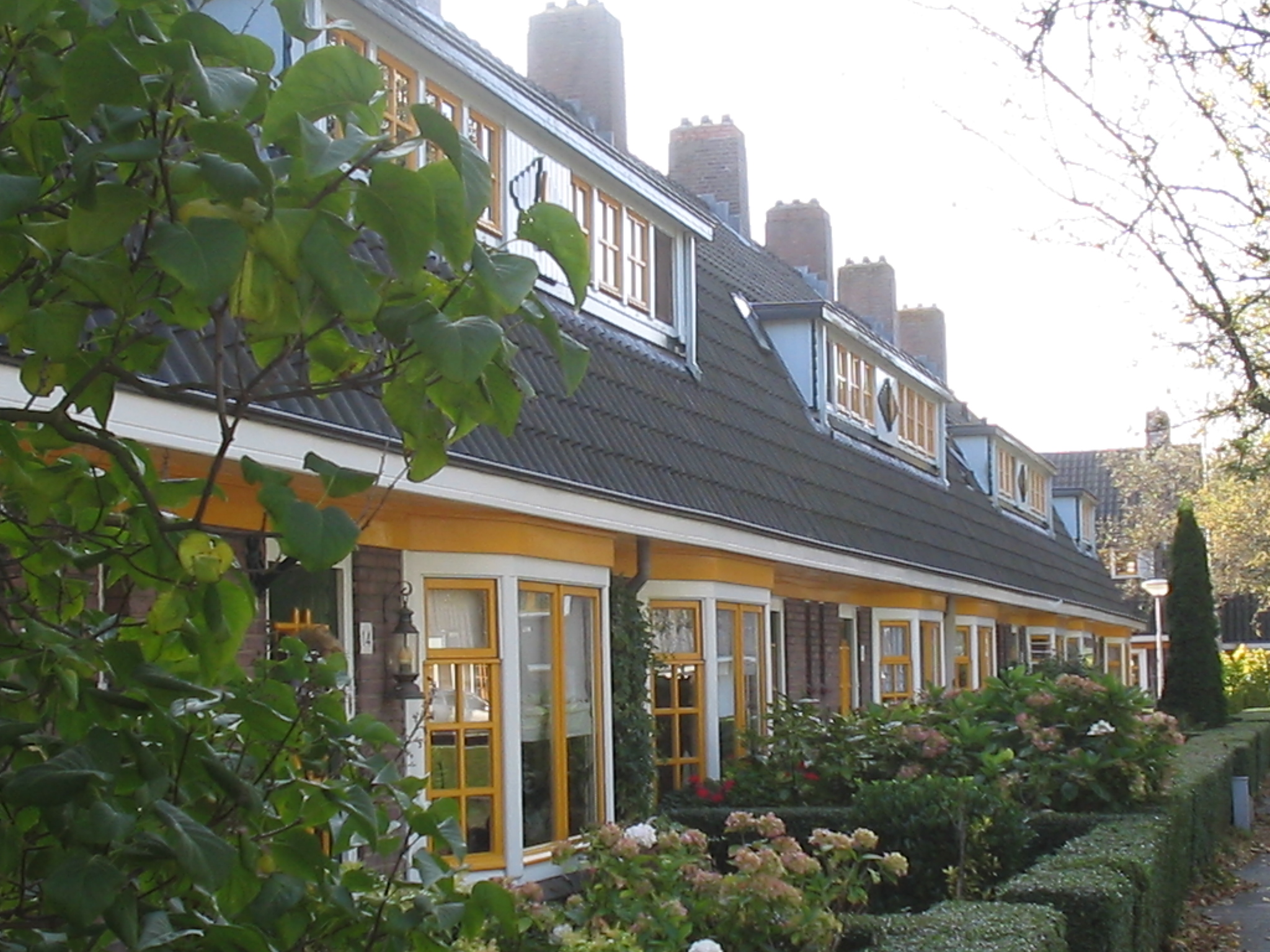
Jarendertigwoningen voor arbeiders uit 1925 te Delft.

Jarendertigwoning of jarendertighuis is een in Nederland gangbare term voor gedurende het interbellum op grote schaal gebouwde middenklasse-woningen.

## Definitie en kenmerken
De term jarendertigwoning verwijst naar woonhuizen die tussen 1920 en 1940 in Nederland gebouwd zijn met typerende in baksteen gemetselde gevels, glas-in-lood-elementen, een door middel van schuifdeuren gescheiden voor- en achterkamer, paneeldeuren, granito of terrazzo vloerelementen en relatief hoge plafonds. Entrees met een luifel, brede dakoverstrekken en erkers zijn eveneens erg gangbaar. De dakbedekking bestaat vrijwel altijd volledig uit dakpannen en over het algemeen is een jarendertigwoning uitgevoerd met een spouwmuur. Vaak bevinden de woningen zich net buiten de negentiende-eeuwse schil van steden, al dan niet in een zogenaamde tuinwijk. Niet iedere tussen 1930 en 1939 gebouwde woning valt in de categorie jarendertigwoning en niet iedere typische jarendertigwoning hoeft binnen dit specifieke decennium te zijn gebouwd.
Architectonisch vallen jarendertigwoningen binnen de Amsterdamse School, het traditionalisme of een mengvorm. Typerend zijn eenvoudige vormen en functionaliteit, met relatief weinig ingewikkelde decoratieve elementen.

## Geschiedenis
Aan het begin van de twintigste eeuw probeerde de Nederlandse overheid het woningtekort voor zowel de arbeiders- als middenklasse aan te pakken door middel van een premiestelsel voor de woningbouw. Toen deze overheidspremies in 1925 grotendeels wegvielen, richtten particuliere bouwondernemers zich hierna met name op de middenklasse omdat zij hier, dankzij dalende materiaal- en loonkosten, relatief de grootste winstmarges op konden behalen. Ook andere particulieren kozen er in deze periode voor om, dankzij relatief lage rentes, te investeren in de bouw en verkoop of verhuur van vastgoed omdat dit lange tijd lonender en veiliger was dan te beleggen in aandelen. Het gevolg was een periode van intensieve bouw van kwalitatief hoogwaardige woningen.

## Populariteit
Jarendertigwoningen gelden als populair op de Nederlandse woningmarkt. Belangrijke factoren die bijdragen aan deze populariteit zijn onder meer de ligging ten opzichte van binnensteden en de architectuur van de huizen. De populariteit van de traditionele jarendertigwoning is zo groot, dat er op enkele plaatsen volledige nieuwbouwwijken in jarendertigstijl worden opgetrokken.